# Evippa beschkentica
Evippa beschkentica là một loài nhện trong họ Lycosidae.
Loài này thuộc chi Evippa. Evippa beschkentica được Andreeva miêu tả năm 1976.